# ヤブネ
ヤブネ（ヘブライ語: יַבְנֶה、アラビア語: يبنة, Yibnah）は、イスラエル中央地区の都市である。

## 歴史
ローマ時代はヤムニアと呼ばれた。
中世にはイベリンと呼ばれエルサレム王国によって、城砦が作られたが後にサラディンに占領された。1241年、条約によってエルサレム王国に返還された。

## 地理
ヤッファとアシュケロンの中間に位置する。

## 出身者
- アブドゥルアズィーズ・アッ＝ランティースィー - テロリスト
- オムリ・カスピ - バスケットボール選手